# سوتة كلا (بالا خيابان ليتكوة)
سوتة کلا (بالفارسية: سوته‌کلا) هي قرية تقع في إيران في قسم بالا خیابان لیتکوة الريفي. يقدر عدد سكانها بـ 827 نسمة بحسب إحصاء 2016.